# St. Francis (Wisconsin)
St. Francis es una ciudad ubicada en el condado de Milwaukee en el estado estadounidense de Wisconsin. En el Censo de 2010 tenía una población de 9.365 habitantes y una densidad poblacional de 1.419,09 personas por km².

## Geografía
St. Francis se encuentra ubicada en las coordenadas 42°58′18″N 87°52′23″O / 42.97167, -87.87306. Según la Oficina del Censo de los Estados Unidos, St. Francis tiene una superficie total de 6.6 km², de la cual 6.6 km² corresponden a tierra firme y (0%) 0 km² es agua.

## Demografía
Según el censo de 2010, había 9.365 personas residiendo en St. Francis. La densidad de población era de 1.419,09 hab./km². De los 9.365 habitantes, St. Francis estaba compuesto por el 88.84% blancos, el 2.7% eran afroamericanos, el 0.96% eran amerindios, el 2.14% eran asiáticos, el 0.01% eran isleños del Pacífico, el 2.84% eran de otras razas y el 2.51% pertenecían a dos o más razas. Del total de la población el 9.44% eran hispanos o latinos de cualquier raza.